# Trofeo Bellaveglia 2009
Il Trofeo Bellaveglia 2009 è un torneo professionistico di tennis maschile giocato sulla terra rossa, che faceva parte dell'ATP Challenger Tour 2009. Si è giocato a Orbetello in Italia dal 27 luglio al 2 agosto 2009.

## Partecipanti

### Teste di serie
| Nazionalità | Giocatore        | Ranking* | Testa di serie |
| ----------- | ---------------- | -------- | -------------- |
| Belgio      | Olivier Rochus   | 87       | 1              |
| Portogallo  | Rui Machado      | 114      | 2              |
| Spagna      | Pablo Andújar    | 136      | 3              |
| Algeria     | Lamine Ouahab    | 143      | 4              |
| Argentina   | Sebastián Decoud | 144      | 5              |
| Spagna      | Pere Riba        | 145      | 6              |
| Italia      | Paolo Lorenzi    | 147      | 7              |
| Slovacchia  | Dominik Hrbatý   | 152      | 8              |

- Ranking al 13 luglio 2009.

### Altri partecipanti
Giocatori che hanno ricevuto una wild card:
- Thomas Fabbiano
- Federico Gaio
- Andrej Kuznecov
- Gianluca Naso
- Daniele Bracciali (special exempt)
- Oleksandr Dolgopolov Jr. (special exempt)

Giocatori passati dalle qualificazioni:
- Manuel Jorquera
- Louk Sorensen
- João Sousa
- Adrian Ungur

## Campioni

### Singolare
Oleksandr Dolgopolov Jr. ha battuto in finale  Pablo Andújar con il punteggio di 6–4, 6–2

### Doppio
Paolo Lorenzi /  Giancarlo Petrazzuolo hanno battuto in finale  Alessio Di Mauro /  Manuel Jorquera con il punteggio di 7–6(5), 3–6, [10–6]